# تشخیص

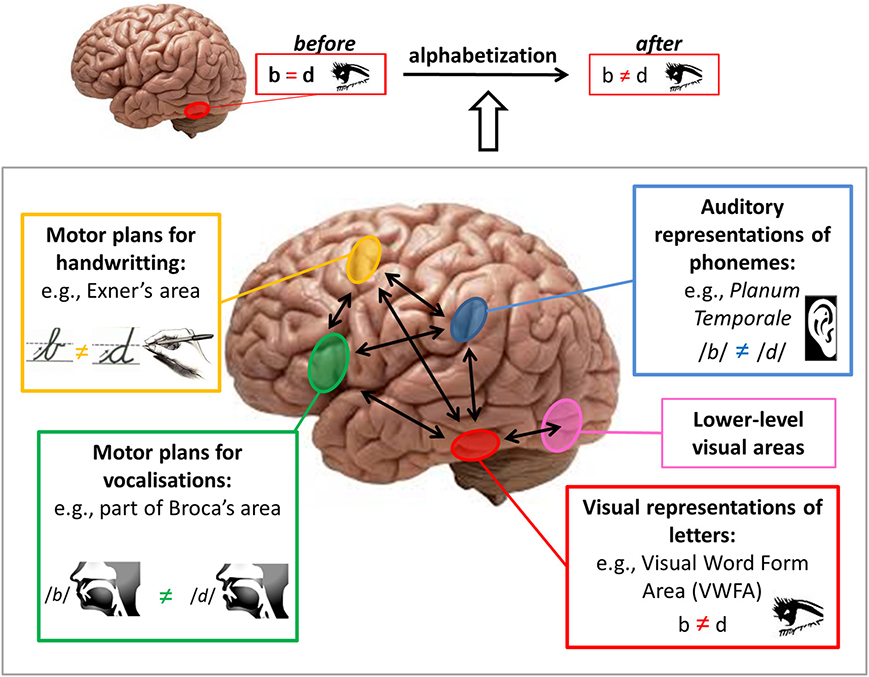
کورتکس‌های مختلف مغز انسان برای مقایسه دو حرف b و d

تشخیص  (به انگلیسی Diagnosis) به معنی مشخص کردن طبیعت و علل چیزهاست. تشخیص در رشته‌های مختلفی با تفاوتهایی در کاربرد منطق، تحلیل و تجربه برای مشخص کردن روابط علیتی به کار می‌رود. در مهندسی سیستمها و علوم رایانه تشخیص معمولاً برای تعیین علل ایجاد علایم و کاهش مشکلات و راه حل برای مسائل به کار می‌رود.